# Presque rien
Presque rien is een Frans-Belgische film van Sébastien Lifshitz uit 2000.

## Inhoud
De adolescent Mathieu verveelt zich op het strand van La Baule. Hij ontmoet er Cédric, een uitbundige jonge man, tot wie hij zich voelt aangetrokken. De gevoelens zijn wederzijds en de twee jongens besluiten om te gaan samenwonen, maar Mathieu neemt langzamerhand meer afstand. De film bevat een masturbatiescène.

## Feiten
De filmaffiche is ontworpen rond een foto van het kunstenaarsduo Pierre et Gilles, die beide acteurs naakt op een achtergrond van zeesterren toont.

## Rolverdeling
| Acteur            | Personage          |
| ----------------- | ------------------ |
| Stéphane Rideau   | Cédric             |
| Jérémie Elkaïm    | Mathieu            |
| Dominique Reymond | moeder van Mathieu |
| Marie Matheron    | Annick             |
| Laetitia Legrix   | Sarah              |
| Nils Ohlund       | Pierre             |